# Розчарування (фільм, 1974)
«Розчарування» (італ. La sbandata) ― еротичний фільм 1974 року режисера Альфредо Мальфатті (під керівництвом Сальватора Сампері).
Це екранізація роману П'єтро А. Буттітта «Il volantino» (1965), знятого в Ачиреале і Сант'Альфіо, провінція Катанія.

## Сюжет

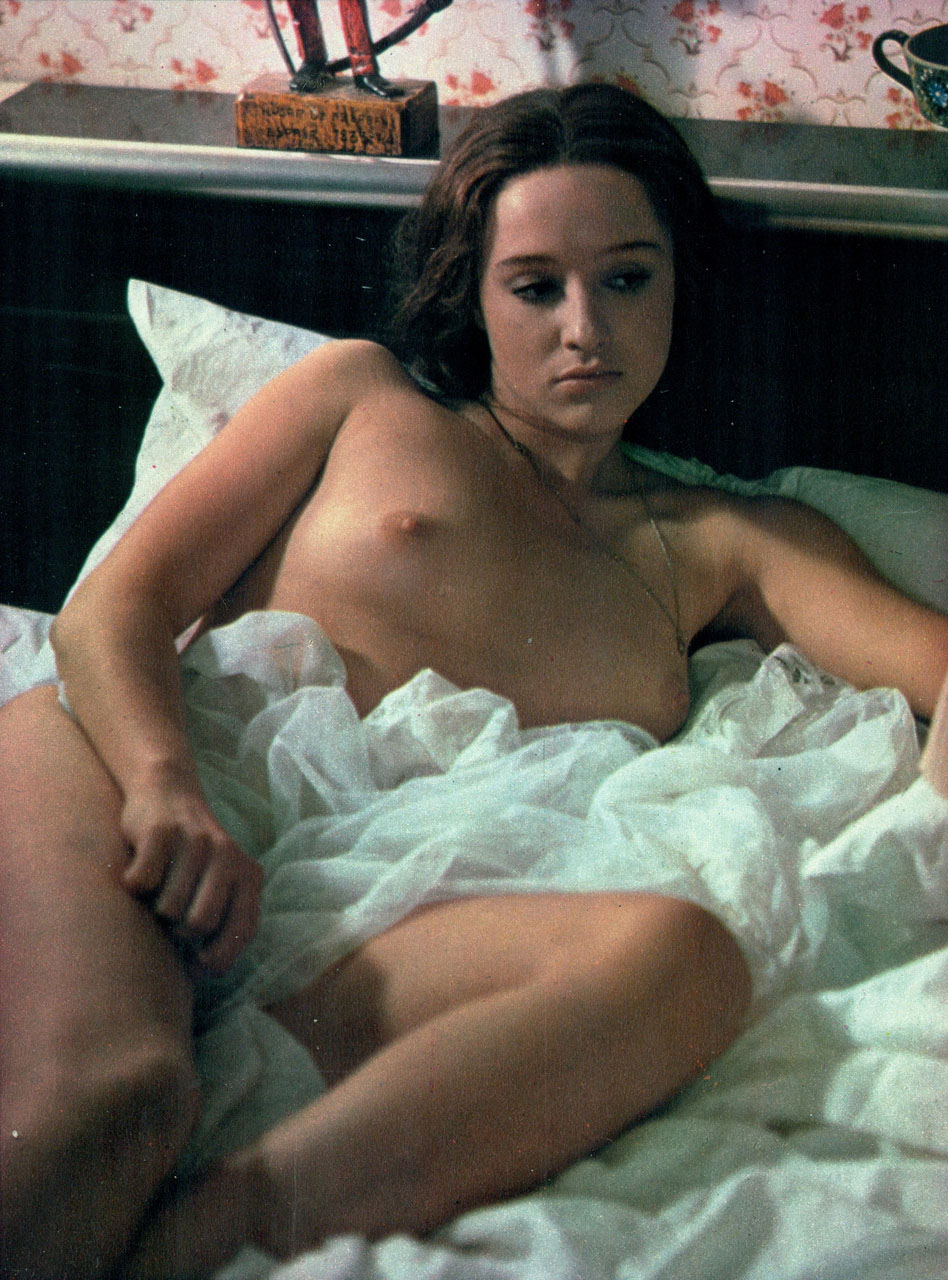
Елеонора Джорджі у сцені фільму.

Сальваторе Каннавоне — сицілієць, швець і продавець взуття, який пропрацював тридцять років в Нью-Йорку. Він повертається в своє рідне місто, де, незважаючи на скромні кошти в Америці, вважається найбагатшою людиною. Він починає жити зі своїм братом Рафаелем та його дружиною Розою і їхньою падчеркою Маріуччою. Починаючи з першої зустрічі він і Маріучча зайняті фліртом. Рафаель зауважує інтерес Сальватора до Маріуччі і намагається використовувати його, щоб він залишався в їхньому будинку і використовував своє багатство. З іншого боку, Сальватор також придивляється до хтивої Розі, і Маріучча, і Роза починають розглядати пристрасть Сальваторе як засіб забезпечення економічних вигод, які він надає.

## В ролях
- Доменіко Модуньйо: Сальваторе Каннавоне;
- Елеонора Джорджі: Маріучча, дочка Раффаеля;
- Піппо Франко: Рафаель Каннавоне;
- Лучана Палуцці: Роза, дружина Раффаеля;
- Умберто Спадаро: лікар;
- Ніно Муско: юрист;
- Франко Агостіні: Джованні Ліга;
- Джино Перніце: Карлуццо;
- Ренцо Рінальді: картяр.